# Cristian Carbajal
Cristian Humberto Carbajal Díaz (Lima, Perú; 20 de septiembre de 1999) es un futbolista peruano. Juega como lateral izquierdo y su equipo actual es Sport Boys de la Liga 1 del Perú.

## Carrera

### Sporting Cristal
Carbajal es un producto de Sporting Cristal. El 31 de marzo de 2019, Carbajal, de 19 años, debutó profesionalmente con el Sporting Cristal en la Primera División peruana ante el Deportivo Municipal. Carbajal estuvo en el once inicial y asistió al primer gol que llevó a la victoria de Cristal, antes de ser sustituido en el minuto 69.
El 2 de julio de 2019, Carbajal fue cedido a Alianza Universidad por el resto del año para ganar experiencia como jugador. Agregó 882 minutos de tiempo de juego en los 11 juegos que jugó en 2019. El 5 de enero de 2020, el acuerdo de préstamo se extendió por un año más. En enero de 2021, el acuerdo de préstamo se extendió por un año más. Regresó en 2022 a Sporting Cristal.

### Sport Boys
En enero del 2023 se concreta su préstamo al club Sport Boys de la Primera División peruana para disputar la temporada 2023 en la escuadra del Callao.

## Estadísticas
Actualizado al último partido disputado el 28 de octubre de 2023.
| Club                                                                                   | Div.          | Temporada     | Liga  | Liga  | Liga   | Copas nacionales(1) | Copas nacionales(1) | Copas nacionales(1) | Copas internacionales | Copas internacionales | Copas internacionales | Total(2) | Total(2) | Total(2) |
| Club                                                                                   | Div.          | Temporada     | Part. | Goles | Asist. | Part.               | Goles               | Asist.              | Part.                 | Goles                 | Asist.                | Part.    | Goles    | Asist.   |
| -------------------------------------------------------------------------------------- | ------------- | ------------- | ----- | ----- | ------ | ------------------- | ------------------- | ------------------- | --------------------- | --------------------- | --------------------- | -------- | -------- | -------- |
| Sporting Cristal · Perú                                                                | 1.ª           | 2019          | 2     | 0     | 1      | -                   | -                   | -                   | -                     | -                     | -                     | 2        | 0        | 1        |
| Alianza Universidad · Perú                                                             | 1.ª           | 2019          | 11    | 1     | 0      | -                   | -                   | -                   | -                     | -                     | -                     | 11       | 1        | 0        |
| Alianza Universidad · Perú                                                             | 1.ª           | 2020          | 13    | 0     | 0      | -                   | -                   | -                   | -                     | -                     | -                     | 13       | 0        | 0        |
| Alianza Universidad · Perú                                                             | 1.ª           | 2021          | 6     | 0     | 0      | 1                   | 0                   | 0                   | -                     | -                     | -                     | 7        | 0        | 0        |
| Alianza Universidad · Perú                                                             | Total club    | Total club    | 30    | 1     | 0      | 1                   | 0                   | 0                   | 0                     | 0                     | 0                     | 31       | 1        | 0        |
| Sporting Cristal · Perú                                                                | 1.ª           | 2022          | 0     | 0     | 0      | -                   | -                   | -                   | -                     | -                     | -                     | 0        | 0        | 0        |
| Sporting Cristal · Perú                                                                | Total club    | Total club    | 2     | 0     | 1      | 0                   | 0                   | 0                   | 0                     | 0                     | 0                     | 2        | 0        | 1        |
| Deportivo Binacional · Perú                                                            | 1.ª           | 2022          | 7     | 0     | 1      | -                   | -                   | -                   | -                     | -                     | -                     | 7        | 0        | 1        |
| Deportivo Binacional · Perú                                                            | Total club    | Total club    | 7     | 0     | 1      | 0                   | 0                   | 0                   | 0                     | 0                     | 0                     | 7        | 0        | 1        |
| Sport Boys · Perú                                                                      | 1.ª           | 2023          | 24    | 0     | 2      | -                   | -                   | -                   | -                     | -                     | -                     | 24       | 0        | 2        |
| Sport Boys · Perú                                                                      | Total club    | Total club    | 24    | 0     | 2      | 0                   | 0                   | 0                   | 0                     | 0                     | 0                     | 24       | 0        | 2        |
| Total carrera                                                                          | Total carrera | Total carrera | 62    | 1     | 4      | 1                   | 0                   | 0                   | 0                     | 0                     | 0                     | 63       | 1        | 4        |
| (1) Incluye datos de la Copa Bicentenario. (2) No incluye goles en partidos amistosos. |               |               |       |       |        |                     |                     |                     |                       |                       |                       |          |          |          |